# IBM 608
El IBM 608 Transistor Calculator (calculadora a transistores) fue la primera máquina comercial de IBM que utilizaba transistores. Anunciada en abril de 1955, fue lanzada en diciembre de 1957 y descatalogada en abril de 1959. Era similar a nivel de operación de la IBM 604 de tubos de vacío, que había sido introducida anteriormente, y mejorada en los modelos 605 y 607. Aunque los 608 pasaron a ser rápidamente populares y eran 2'5 veces más rápidos que un 607, era demasiado costoso abrirles mercado debido a la existencia de una gran base de calculadoras de tarjetas 604-605-607 operativa. La IBM 608 usaba más de 3.000 transistores de germanio.
Aunque el uso de transistores era una característica diferencial sobre las máquinas anteriores de esta línea de IBM, la 608 tenía un gran número de características en común con la 607: ambos usaban memoria de núcleo magnético, y ambas se programaban usando tableros de conexión. La memoria central de las 608 podría almacenar hasta 40 números de nueve dígitos, y usaba un acumulador de 18-dígitos. En otros términos, podría realizar 4500 operaciones de suma por segundo, y también podría multiplicar dos números de nueve-dígitos obteniendo un resultado de 18 dígitos en 11 milisegundos, y podría dividir un número de 18 dígitos por uno de nueve dígitos para obtener el cociente de nueve dígitos en 13 milisegundos. Los 608 podrían manejar 80 pasos de programa.
La introducción de los 608 aceleró mucho las tendencias tecnológicas. En 1957, un transistor era más costoso que un tubo vacío, esto era en gran parte debido a las economías de escala. Para estimular la adopción de la nueva tecnología, un poco antes del lanzamiento del primer IBM 608, Tom Watson marcó un plazo en el que no se fabricó ningún producto. Esta decisión obligó a los encargados de productos de IBM, que tenían la permisa para seleccionar componentes para sus productos, potenciar la tendencia a la frabricación con transistores. Como consecuencia, su sucesor el IBM 650 fue también forzado a utilizar transistores, y se convirtió en el IBM 7070, lel primer ordenador transistorizado de programa almacenado de la compañía. El 608 también introdujo el Standard Modular System (SMS), un método para empaquetar los transistores, que fue utilizado más adelante en otros modelos. Los módulos de transistores fueron utilizados también en otros modelos.
El principal diseñador de circuitos del IBM 608 fue Robert A. Henle, quien supervisó más adelante el desarrollo de la clase de circuitos emitter-coupled logic (ECL). El desarrollo de los 608 fue precedido por el prototipo de una unidad 604 completamente transistorizada, que fue enseñada en octubre de 1954 pero no fue nunca comercializada.

## Modelo IBM 609
La IBM 609 era una versión mejorada de la 608, anunciada el 26 de abril de 1960 y retirada el 1 de julio de 1968. Era una versión más rápida de la 608, también de estado sólido, y fue el último modelo de la línea de calculadoras de tarjetas perforadas de IBM. Fue diseñada enteramente por L. Roy Harper, que la puso en producción en solo 14 meses desde su concepción, siendo su propósito retirar la enorme base instalada de las 604 de la década anterior. Fue bastante popular en Europa.
Además de incrementar la velocidad, los pasos del programa y la capacidad de memoria sobre los modelos 60x más antiguos, la 609 incluyó la comprobación de errores, según la información comercial de la máquina: "Toda la información de entrada, calculo y salida se comprueba para condiciones de error. La Calculadora 609 utiliza un tipo único de sumador de análisis matricial que incluye un 'bit de comprobación' en su operación aritmética, por lo que no debería ser necesario, como en las calculadoras anteriores de la serie 600, recalcular los resultados para su comprobación, aunque la 609 conserva esta capacidad de recalcular. Por lo tanto, el tiempo anteriormente dedicado en un programa a recalcular ahora se puede utilizar para aumentar la cantidad de cálculos realizados sobre una tarjeta en su paso a través de la máquina. Por medio del cableado del panel de control, seleccionando su pase a una salida separadas, o bien la máquina se puede parar." 